# リトル (DD-79)
|          |                                                               |
| 艦歴     |                                                               |
| 発注     |                                                               |
| 起工     | 1917年6月18日                                                 |
| 進水     | 1917年11月11日                                                |
| 就役     | 1918年4月6日 1940年11月4日                                    |
| 退役     | 1922年7月5日                                                  |
| 除籍     |                                                               |
| その後   | 1942年9月5日に戦没                                            |
| 性能諸元 |                                                               |
| 排水量   | 1,191トン                                                     |
| 全長     | 314 ft 5 in (95.83 m)                                         |
| 全幅     | 30 ft 11 in (9.42 m)                                          |
| 吃水     | 9 ft 2 in (2.79 m)                                            |
| 機関     | 2缶 蒸気タービン2基 2軸推進、13,500shp                        |
| 最大速   | 駆逐艦当時 35ノット(65 km/h)                                  |
| 乗員     | 士官、兵員133名                                               |
| 兵装     | 駆逐艦当時 4インチ砲4門、3インチ砲1門、21インチ魚雷発射管12門 |

リトル (USS Little, DD-79/APD-4) は、アメリカ海軍の駆逐艦。ウィックス級駆逐艦の1隻。艦名はアメリカ独立戦争と擬似戦争で活躍したジョージ・リトル大佐にちなむ。その名を持つ艦としては初代。

## 艦歴
リトルはマサチューセッツ州クインシーのフォアリバー造船所で1917年6月18日に起工し、11月11日にサミュエル・W・ウォークマン夫人によって進水。艦長ジョゼフ・タウシッグ中佐の指揮下1918年4月6日に就役する。
竣工後の1918年5月5日、リトルはノーフォークを出港して沿岸護衛部隊に合流し、12月26日までの間、フランスのブレストとの間を行き来する輸送船団の護衛に従事する。その間には、パリ講和会議に出席するウッドロウ・ウィルソン大統領の乗船を護衛したこともあった。リトルは1919年1月18日にボストンに帰投し、乾ドックでの整備後は大西洋艦隊駆逐艦隊に編入された。7月6日から8日にかけてはニューヨークで行われた大統領の行事の護衛に就き、その後は戦術的な演習に参加する。11月17日にフィラデルフィアで第3駆逐隊に加わって1921年1月4日まで行動をともにし、以降もフィラデルフィアを拠点として大西洋沿岸部の哨戒を1922年7月5日に退役するまで続けた。
ファラガット級駆逐艦の竣工以降、アメリカ海軍は大量に保有していたウィックス級をはじめとする従来型の駆逐艦を順次除籍したり、他の艦種に移すなどの作業を行った。リトルはウィックス級のうち高速輸送艦に改装される6隻のうちの1隻となり、舟艇搭載用のスペースを確保するため従来の武装をすべて撤去し、また前部主缶を撤去して2本煙突となって速力が低下した。高速輸送艦に改装されたリトルは、1940年8月2日付で APD-4 に分類変更され、11月4日に艦長K・アール少佐の指揮下で再就役する。1941年2月に大西洋艦隊との演習のためカリブ海に出動し、水陸両用戦の訓練のためにそのまま太平洋側に移動して3月9日にサンディエゴに到着した。訓練終了後は夏の終わりに東海岸部に戻り、12月1日にノーフォークに到着して乾ドックに入渠した。
真珠湾攻撃による参戦後、リトルは新編成の第12輸送群旗艦となり、修理と改装をサンディエゴで受けるため1942年2月14日にノーフォークを出発した。4月に水陸両用戦の上陸演習を終えたあとは真珠湾に進出し、6月下旬にミッドウェー島への輸送任務に就く。任務終了後、リトルはソロモン諸島の戦いに備えるため7月7日にニューカレドニアに向けて真珠湾を出港した。8月7日、アメリカ軍はガダルカナル島に上陸して反攻の第一歩を示したが、間もない8月9日に日本海軍が第一次ソロモン海戦を仕掛けたため補給活動は萎縮しがちとなった。リトルをはじめとする高速輸送艦は輸送力の不足を補うためにめまぐるしく活動を行った。8月29日、リトルは僚艦グレゴリー (USS Gregory, APD-3) 、コルホーン (USS Colhoun, APD-2) および兵員輸送艦ウィリアム・ワード・バロウズ (USS William Ward Burrows, AP-6) とともにガダルカナル島沖に到着して揚陸作業を開始し、この様子を発見した在ガダルカナル島の日本軍部隊は日本海軍に通報し、第八艦隊は「東京急行」を行っていた駆逐艦に攻撃を指令したが、当の駆逐艦は目標を見過ごして戦闘は起こらなかった。しかし、翌8月30日にリトルが海兵強襲部隊をガダルカナル島に上陸させている間に日本軍機の空襲があり、コルホーンが沈没。リトルはその一部始終を目の当たりにした。コルホーンを失った輸送群は、残されたリトル、グレゴリーとマッキーン (USS Mckean, APD-5) がガダルカナル島の海兵隊に対する輸送任務を継続することとなった。
9月4日、リトルはグレゴリーとともにサボ島に海兵強襲部隊を上陸させるためツラギ島を出撃する。「サボ島に日本軍がいる」という情報を聞いての小作戦であったが実際には誤報であり、2隻は強襲部隊を撤収させてガダルカナル島に送り届けた。任務を終えたあとはツラギ島に帰投する予定であったが、この日はいつにもまして真っ暗闇の夜であり、輸送群を指揮するヒュー・W・ハドレー司令がルンガ岬とツラギ島の間の海域を哨戒することを提案して実行に移された。翌9月5日未明1時すぎ、リトルは東の方角に砲の閃光を確認し、これを日本潜水艦からのものであると判断した。おりしもPBY カタリナが飛来して、リトルと同じく「潜水艦の発砲」を確認して5発の照明弾を投下したが、照明弾はリトルとグレゴリーの前方に落下した。リトルとグレゴリーの運命はこの時に定まったようなものだった。同じころ、「東京急行」としてガダルカナル島に第二師団の兵力を送り届けた3隻の日本海軍駆逐艦、夕立と初雪、叢雲は、夕立駆逐艦長吉川潔中佐に率いられてヘンダーソン飛行場への艦砲射撃を画策し、ルンガ岬沖に接近していた。照明弾によってリトルとグレゴリーが照らし出されると3隻は猛然と砲撃を行い、これに対してリトルも備砲で反撃するもかなわず、1時15分に日本側の4斉射目の砲弾がリトルの艦尾に命中して、操舵室と重油タンクを破壊し火災を発生させた。グレゴリーもまたサーチライトの照射を浴びて集中砲火を受けて全艦火だるまと化した。一方的な海戦ののち、グレゴリーは1時40分ごろに艦尾を下にして沈んでいき、2時間遅れてリトルもその後を追った。3隻の日本駆逐艦は海上に逃げた乗組員に対して射撃を行ったが、やがて高速で去っていった。太平洋艦隊司令長官チェスター・ニミッツ元帥は後年、「これら小さな兵力は圧倒的な敵に立ち向かって、可能な限り戦いを行った。2隻はキャンペーンの遂行に不可欠な任務を遂行した」とリトルとグレゴリーを讃えた。
リトルは第二次世界大戦の功績で2個の従軍星章を受章した。